# Obere Drugpa-Tradition
| Tibetische Bezeichnung                                                   |
| ------------------------------------------------------------------------ |
| Tibetische Schrift: སྟོད་འབྲུག                                               |
| Wylie-Transliteration: stod 'brug                                        |
| Andere Schreibweisen: Toddruk; Upper Drukpa; Tohdruk                     |
| Chinesische Bezeichnung                                                  |
| Vereinfacht: 上主巴; 上竹巴派; 上竹巴支派; 上主巴派                      |
| Pinyin:Shang Zhuba; Shang Zhuba pai; Shang Zhuba zhipai; Shang Zhuba pai |

Die Obere Drugpa- bzw. Tödrug (tib.
stod 'brug)-Tradition oder Drugpa-Tradition des Oberen Tibet der zu den sogenannten „acht kleineren Schulen“ der Kagyü-Schulrichtung des tibetischen Buddhismus (Vajrayana) gehörenden Drugpa-Kagyü (tib.  'brug pa bka' brgyud)-Schule wurde von Götshangpa Gönpo Dorje (tib. rgod tshang pa mgon po rdo rje; 1189-1258), einem Mahasiddha der Drugpa-Kagyü-Schule und Schüler von Tsangpa Gyare, gegründet. Zu den vielen Schülern dieser Linie zählten die Meister Orgyenpa Rinchen Pel (o rgyan pa rin chen dpal; 1230–1309), Gyelwa Yanggönpa (rgyal ba yang dgon pa; 1213–1287), Chilkarwa (spyil dkar ba) und Neringpa (ne rings pa).

## Zitat
„Drugpa Kagyü hat drei Unterabteilungen: Tödrug (tib. sTod-‘brug), Medrug (tib. sMad-‘brug) und Bardrug (tib. Bar-‘brug) – was jeweils Drugpa des Oberen, des Unteren und des Mittleren Tibets bedeutet. Diese Unterabteilungen gehen auf drei Schüler des Tsangpa Gyare zurück. Das Kloster Sang-Ngag Chöling geht auf die „Bardrug“, d.h. auf die mittlere Drugpa-Tradition, zurück.“